# San Pedro de los Sauces
San Pedro de los Sauces är en ort i Mexiko.   Den ligger i kommunen Tarímbaro och delstaten Michoacán de Ocampo, i den södra delen av landet, 210 km väster om huvudstaden Mexico City. San Pedro de los Sauces ligger 1 845 meter över havet och antalet invånare är 1 925.
Terrängen runt San Pedro de los Sauces är varierad. San Pedro de los Sauces ligger nere i en dal. Runt San Pedro de los Sauces är det ganska tätbefolkat, med 70 invånare per kvadratkilometer. Närmaste större samhälle är Morelia, 10,7 km sydväst om San Pedro de los Sauces. I omgivningarna runt San Pedro de los Sauces växer huvudsakligen savannskog.